# Muchajjam an-Nusajrat
Muchajjam an-Nusajrat (arab. ‏مخيم النصيرات‎) – obóz uchodźców palestyńskich w Palestynie, położony w Strefie Gazy (muhafaza Dajr al-Balah). Według danych Palestyńskiego Centralnego Biura Statystycznego w 2016 roku liczył 37 366 mieszkańców.
Od października 2023 był celem wielokrotnych ataków ze strony wojsk izraelskich podczas trwającej wojny w Strefie Gazy. 6 czerwca 2024 Siły Powietrzne Izraela zbombardowały szkołę as-Sardi w Muchajjam an-Nusajrat, zabijając 33 osoby. Izrael tłumaczył się, że celem bombardowania były kryjówki bojowników Hamasu. Dwa dni później w operacji odbicia czworga zakładników przez izraelskie siły specjalne zginąć mogło ponad 210 Palestyńczyków.